# Massacre pour un shérif
Pour plus de détails, voir Fiche technique et Distribution.
Massacre pour un shérif (Il lungo giorno del massacro) est un western spaghetti italien sorti en 1968, réalisé par Alberto Cardone.

## Synopsis
Joe Williams, shérif d'un bourg proche de la frontière, est démis de ses fonctions pour ses méthodes violentes, et est accusé injustement d'un double homicide.

## Fiche technique
- Titre français : Massacre pour un shérif
- Titre original italien : Il lungo giorno del massacro
- Genre : western spaghetti
- Réalisation : Alberto Cardone (sous le pseudo d'Albert Cardiff)
- Scénario : Mario Gariazzo, Alberto Cardone, Armando Morandi
- Musique : Michele Lacerenza
- Production : Armando Morandi pour Vivian Film
- Photographie : Aldo Greci
- Format d'image :  2.35:1
- Montage : Alberto Cardone
- Durée : 105 min
- Effets spéciaux : Erasmo Baciucchi
- Décors : Oscar Capponi
- Costumes : Oscar Capponi
- Maquillage : Emilio Trani
- Pays :  Italie
- Année de sortie : 1968
- Date de sortie en salle en France : 5 novembre 1969[1]

## Distribution
- Peter Martell : Joe Williams
- Glenn Saxson : Evans
- Manuel Serrano : Pedro La Muerte
- Liz Barret : Lara
- Daniela Giordano : Paquita
- Franco Fantasia : Clay
- Ralph Webb : Alan
- Andrea Fantasia : juge
- Gaetano Imbrò
- Ugo Adinolfi
- Fortunato Arena : Green (non crédité)